# Cayambe (Musikstil)
Cayambe ist die Bezeichnung eines regionalen Popularmusikstils in der ecuadorianischen Provinz Pichincha. Benannt ist der Stil entweder nach dem Vulkan Cayambe oder der Stadt gleichen Namens. Auch in der im Norden angrenzenden Provinz Imbabura wird viel Cayambe gehört, zum Beispiel in Otavalo.
Cayambe steht im Vier-Viertel-Takt; die Begleitung beruht oft auf der Begleitautomatik eines Keyboards, auch der Grundrhythmus stammt normalerweise aus dem Computer oder dem Keyboard, wird aber gerade bei Live-Konzerten mit weiteren Perkussionsinstrumenten angereichert.
Harmonik und Melodik zeigen den Einfluss von traditioneller andiner Musik auf den Cayambe: Die wichtigsten Akkorde sind die Moll-Tonika und die Durparallele. Dabei lässt sich nicht bestimmen, ob die Grundtonart nun Dur oder Moll ist. Viele Cayambelieder kommen mit ebengenannten zwei Akkorden aus. Bei der Melodie lässt sich oft Pentatonik feststellen, die in einigen Liedern (z. B.) im Refrain erweitert wird, andere Lieder sind ohne Ausnahmen pentatonisch.